# صيغة الخيال
صيغة الخيال
في الثقافة الشعبية ، صيغة الخيال هي الأدب الدي يعيد استخدام القصة والأحداث في المحتوى الذي تكون فيه الروايات متوقعة. وهي مشابهة لنوع الخيال الذي يحدد عدداً من الأزمنة والأماكن المعينة التي تستخدم بشكل متكرر. ويستخدم مصطلح «صيغة الخيال» في النقد الأدبي لتضمين انتقاصاً خفيفاً من قدر قلة الأصالة.
صيغة الخيال مشابهة لنوع الخيال الأدبي. فمصطلح نوع الخيال الأدبي حُدد بشكل مثالي بسبب إعادة استخدام الزمان والمكان، والمحتوى، والنمط أو الأسلوب.ومصطلح صيغة الخيال حُدد بسبب إعادة استخدام الحبكة، و أدوات الحبكة ، و الشخصيات النمطية .
غالباً ما تمتلك الأنواع الأدبية مثل الخيال الابتكاري ، و أفلام رعاة البقر ،والخيال العلمي أوبرات الفضاء ؛ مكان وزمان معين، مثل المكان والزمان المستعار من العصور الوسطى الأوروبية ، أو من الغرب الأمريكي القديم ، أو الفضاء الخارجي. وتقترب من نوع أدبي محدد، فالمعلومات الخلفية المفترضة المعينة تغطي طبيعة وغاية عناصر القصة المتوقعة الممكنة، مثل ظهور التنين والسحرة في الخيال الابتكاري ، أو القيادة بالسرعة القصوى في الخيال العلمي ، أو إطلاق النار في عز الظهيرة في أفلام رعاة البقر. وتعتبر هذه التصنيفات أمراً مفروغاً منه في أعراف النوع الأدبي ولا تحتاج إلى إعادة توضيحها للقارئ مجدداً، على الرغم من أنه بسهولة يمكن التعامل مع هذه العناصر بشكل تخريبي أيضاً، من خلال اللعب ببعض المفاهيم المسبقة المتأصلة في الصيغة الخيالية.
وتعرف الصيغة على وجه التحديد بأنها بنية سردية متوقعة.فتدمج صيغ حكايات الأحداث التي تم إعادة استخدامها في كثير من الأحيان، لتكون سهلة التعرف. وربما مُيز النوع الأدبي الكوميدي الرومانسي بأنه من أكثر صيغ الأحداث وضوحاً؛ ففي كتاب أو فيلم مصنف على هذا النحو يعرف المشاهدون سابقاً أبسط أحداثه الرئيسة، بما في ذلك النهاية إلى حد ما. ومع ذلك، هذا لا يثبت دائماً بأنه ضار باستقبال عمل معين، كما تظهر شعبية الأدبي المذكور آنفاً.
لا ينبغي الخلط بين صيغة الخيال و المعارضة الأدبية (محاكاة أسلوب عمل أو أسلوب مؤلف آخر)، على الرغم من أن الأخير بطبيعته قد يتضمن عناصر من السابق؛ والشيء نفسه صحيح لبعض المحاكاة الساخرةوالأعمال التهكمية أيضاً التي قد تشمل عناصر الصيغة مثل الصور النمطية والرسوم الكاريكاتورية الشائعة، أو التي قد تستخدم عناصر الصيغة من أجل السخرية منهم أو الإشارة إلى أفكارهم المبتذلة أو طبيعتهم الغير واقعية. في الواقع ما بين المحاكاة الساخرة و التهكم ، والانواع الأدبية الفرعية مثل الكوميديا الرومانسية والكوميديا ككل، في الغالب يُعتمد إما على عناصر الصيغة أو على السخرية من هذه العناصر.
غالباً ما ترتبط الصيغة الخيالية بشكل نمطي مع بداية أسواق مجلة بالب ، على الرغم من أن بعض الأعمال نشرت في تلك المجلة، مثل «المعادلات الباردة» قد أضعفت مكانة التوقعات المفترضة لصيغة السرد الشائعة في ذلك الوقت.
أصبح تحليل وملاحقة الصيغ المجازية الشائعة (إضافة إلى إضعاف مكانتها وتغييراتها الجديدة) شائعاً بشكل معقول خارج الدوائر الأكاديمية الصارمة. ("الفتاة الأخيرة" هو أحد الأمثلة على ذلك، وكذلك إلى حد ما كتاب كامبل «البطل بألف وجه»).
تحتوي دوائر الهواة على مواقع ويب مثل تي في تروبز وي كي .